# Manuel Guerra Fuenzalida
Manuel Antonio Guerra Fuenzalida (Curicó, 1975) es un abogado y exfiscal del Ministerio Público de Chile, en el cual trabajó desde 2002.  
En dicha entidad dirigió la Unidad Especializada en Tráfico Ilícito de Estupefacientes y Sustancias Psicotrópicas entre 2007 y 2010, año en que asumió como fiscal regional de Tarapacá. Entre 2015 y 2021 fue fiscal regional de la Región Metropolitana Oriente, en donde quedó a cargo de procesos de investigación de alta connotación nacional. Dentro de los casos más destacados se encuentran el caso de financiamiento ilegal de la política de la empresa Penta, y los casos Exalmar y Dominga, ambos vinculados al presidente Sebastián Piñera.  
En octubre de 2024 se revelaron conversaciones privadas entre Guerra y el abogado Luis Hermosilla, donde ambos compartían información confidencial sobre diversas investigaciones en curso, especialmente relacionadas al entorno del ministro Andrés Chadwick y del propio presidente Piñera.

## Trayectoria
Nació en Curicó en el seno de una familia ligada a la política. Su padre fue profesor y regidor vinculado al Partido Radical y la masonería.
Estudió derecho en la Universidad La República, luego hizo un magíster en derecho penal en la Universidad de Talca. En esa época se acercó a la Juventud Radical y al grupo del exministro Isidro Solís. A mediados de la década de 1990 fue asesor del radical José Antonio Gómez, entonces subsecretario de Justicia del gobierno de Eduardo Frei Ruiz-Tagle. Renunció al Partido Radical cuando ingresó al Ministerio Público el año 2002.

### Ministerio Público
Ingresó al Ministerio Público en 2002, donde pasó por varias regiones. Fue fiscal de la Fiscalía Local de Iquique y de la de San Antonio, en la Región de Valparaíso, donde fue fiscal jefe. Luego llegó a la fiscalía de Maipú, en Santiago. Allí trabajó con el entonces fiscal Metropolitano Occidente Sabas Chahuán.
Entre 2007 y 2010, con Chahuán a la cabeza del Ministerio Público, dirigió la Unidad Especializada en Tráfico Ilícito de Estupefacientes y Sustancias Psicotrópicas de la Fiscalía Nacional. En 2010 fue Fiscal Regional de Tarapacá, donde permaneció cinco años. En 2015 asumió como Fiscal Metropolitano Oriente, luego de obtener la primera mayoría de la terna elegida por las Cortes de Apelaciones de Santiago y San Miguel y en la que participaban también Tufil Bufadel y Paula Falcón.
Como jefe de la Fiscalía Metropolitana Oriente estuvo a cargo de diversas causas vinculadas al mundo de la política: el Caso Penta-SQM, donde se investigó el financiamiento irregular desde esas empresas a diferentes políticos, particularmente de los partidos UDI y RN; el caso Exalmar, donde el diputado Hugo Gutiérrez denunció al presidente Piñera de hacer inversiones en la pesquera peruana al mismo tiempo en que Chile y Perú discutían temas limítrofes en Corte Internacional de Justicia de La Haya, y el caso de la minera Dominga, que también involucraba al presidente Piñera.

### Trabajos posteriores
En 2021 presentó su renuncia voluntaria al Ministerio Público, incorporándose luego como docente en la Universidad San Sebastián. También prestó servicios como asesor de probidad en la municipalidad de Providencia cuando Evelyn Matthei era alcaldesa, y en la municipalidad de La Florida, donde el alcalde Rodolfo Carter lo contrató para ejercer el rol de "defensor de la gente".
Se incorporó al partido Amarillos por Chile, formando parte de su tribunal supremo hasta 2024.Guerra renunció a su cargo en el tribunal supremo de Amarillos a fines de agosto de 2024.

## Controversias

### Estallido social
Durante su jefatura en la Fiscalía Metropolitana Oriente tuvo un cuestionado rol como persecutor luego del llamado Estallido Social en Chile. Exigió altas penas y presidio efectivo para los acusados del incendio en la estación Pedrero, en la Universidad Pedro de Valdivia, en el Hotel Principado y las detenciones en Lo Hermida. También aprobó el uso de agentes encubiertos de la policía como medio de prueba contra los manifestantes, lo que requiere de procedimientos especiales de parte de la justicia y que no se habrían aprobado en este caso.

### Caso Hermosilla
En octubre de 2024, la incautación del teléfono celular del abogado Luis Hermosilla en el marco del Caso Hermosilla evidenció conversaciones entre éste y Guerra mientras éste era fiscal regional, y donde ambos compartían información confidencial sobre el Caso Penta y tramaban una salida favorable para algunos de los políticos involucrados en él, incluyendo el socio de Hermosilla, el ministro Andrés Chadwick y el propio presidente Piñera.La incautación del teléfono celular del abogado Luis Hermosilla se produjo en el marco de las diligencias que lo investigan por cohecho, lavado de activos, evación tributaria y tráfico de influencias. También le habría entregado información sobre el caso de corrupción de la comuna de Vitacura y que involucra al ex alcalde Raúl Torrealba, de militancia RN.
Las conversaciones de chat, publicadas por el medio Ciper Chile y por The Clinic y que datan de 2016, muestran cómo, además de hablar de entregar información confidencial y denostar a diferentes figuras públicas con comentarios misóginos y homofóbicos, Guerra le pedía a Hermosilla mover sus influencias para conseguir trabajo cuando saliera del Ministerio Público.Por estas acciones Guerra está siendo investigado por eventual tráfico de influencias. El fiscal a cargo de la investigación es el fiscal regional de Arica, Mario Carrera.
En octubre de 2024 la exintegrante del Consejo de Defensa del Estado, María Inés Horvitz, y el abogado Mauricio Daza, presentaron una querella contra Manuel Guerra por cohecho por los audios relevados en el caso Hermosilla.